# Kap Verde-kreol
 Denne artikel bør gennemlæses af en person med fagkendskab for at sikre den faglige korrekthed.

Kapverdisk kreolsk er et portugisisk-baseret kreolsk sprog, der tales på øerne Kap Verde. Det kaldes også Kriolu eller Kriol af dets modersmålstalende. Det er det oprindelige kreolsprog for stort set alle kapverdianere og bruges som andetsprog af den kapverdiske diaspora.
Kap Verde-kreol er det ældste stadig levende kreolske sprog, hvilket gør særligt interessant at studere. 

Der er omkring 871.000 (2017) der har Kap Verde-kreol som deres modersmål.